# Хала Торвар
Хала Торвар је дворана у Варшави, Пољска. Користи се као хала за одржавање музичких концерата и одигравање хокејашких утакмица и осталих дворанских спортова. Као домаћин, у овој хали игра ХК Мазовце. Отворена је 1953, а реновирана 1999. и може да угости 4,838 посетилаца.
Од 22. до 28. јануара 2007. у овој арени се одигравало европско првенство у уметничком клизању.
У овој дворани ће утакмице Ц групе на Евробаскету 2009. играти репрезентације Србије, Словеније, Велике Британије и Шпаније.
Међу познатим извођачима и музичким групама који су наступали у овој хали су: Перл Џем, Ајрон Мејден, Пласебо, Дипеш Мод, Жан Мишел Жар, Р. Е. М., Шејкин Стивенс, Џо Сатријани, Симпли ред, Токио хотел, УС5, Фифти сент, Корн, Кјур, Ријана, Снуп Дог, Марк Кнопфлер, Алиша Киз и многи други.